# Parti Crédit social du Canada
Le  Parti Crédit social du Canada (anglais : Social Credit Party of Canada) était un parti politique conservateur-populiste au Canada qui prônait les théories de réforme monétaire du crédit social. C'était l'aile fédérale du mouvement créditiste canadien.

## Mouvement de protestation de l'Ouest
Fondé en 1935 à Calgary, en Alberta, le Parti Crédit social attire plusieurs électeurs du Parti progressiste et du mouvement des United Farmers. Le parti prend naissance dans le mécontentement des albertains éprouvé à l'endroit du statu quo durant la Grande Dépression. La dépression frappe l'Ouest canadien, l'endroit de naissance du parti, plus durement qu'ailleurs, et a donné naissance à la fois au Parti Crédit social et à un parti social-démocrate, la Co-operative Commonwealth Federation.
Lors de l'élection fédérale de 1935, la première à laquelle participe le parti, il remporte 17 sièges, dont seulement 2 sont à l'extérieur de l'Alberta. Dans cette province, il remporte plus de 46 % du vote populaire.
En 1939, les créditistes se joignent à l'ex-conservateur William Duncan Herridge et ses partisans du mouvement Nouvelle Démocratie. Le parti participe à l'élection de 1940 sous la bannière de Nouvelle Démocratie, mais revient au nom « Crédit social » pour l'élection de 1945.

## Expansion au Québec: 1962 à 1972
Dans les années 1960, le parti connaît de sérieuses tensions internes entre ses ailes francophone et anglophone. En 1961, l'Albertain Robert N. Thompson défait le Québécois Réal Caouette au congrès d'investiture du parti. Le total des votes de l'élection n'est jamais dévoilé ; plusieurs soupçonnent que Caouette aurait en fait reçu plus de voix, mais que les dirigeants du parti, tous de l'Ouest, l'auraient rejeté par peur qu'il soit un boulet pour le parti. Le premier ministre créditiste de l'Alberta, Ernest Manning, avait déclaré lors du congrès à la direction que sa province n'accepterait jamais qu'un catholique francophone dirige le parti, éveillant des soupçons que le résultat avait été arrangé en faveur de Thompson.
Caouette devient chef adjoint du parti après avoir mené l'aile québécoise à une percée électorale majeure lors de l'élection de 1962. Vingt-six créditistes sont élus au Québec, tandis que Thompson ne parvient à faire élire que quatre députés dans le reste du Canada, incluant lui-même. Ce déséquilibre linguistique engendre des tensions sévères au sein du caucus du Crédit social, puisque les députés québécois considèrent Caouette comme leur chef. De plus, Caouette et les autres députés québécois demeurent de vrais croyants en la théorie du crédit social, tandis que le parti anglophone avait abandonné la théorie. Le nombre de créditistes du Canada anglais est également en déclin. Thompson refuse de démissionner, et le 9 septembre 1963, le parti se divise en une aile canadienne-anglaise et un parti canadien-français distinct, dirigé par Caouette : le Ralliement des créditistes.
Sur les vingt députés québécois du Crédit social élus aux élections fédérales de 1963, 13 rejoignent Réal Caouette pour former le Ralliement des créditistes, 5 se présentent à la prochaine élection comme candidats indépendants, et deux rejoignent le Parti progressiste-conservateur.
Le parti canadien-anglais, concentré en Alberta et en Colombie-Britannique, ne remporte que 5 sièges dans l'élection de 1965. Le chef du parti, Robert Thompson, est frustré par l'absence de soutien accordé à l'aile fédérale pendant que les partis créditistes provinciaux en Alberta et en Colombie Britannique disposaient de puissantes organisations électorales et forment des gouvernements majoritaires. De plus, le premier ministre albertain Ernest Manning s'inquiète de plus en plus de la dérive vers la gauche à la fois du Parti libéral et du Parti progressiste-conservateur au niveau fédéral, et encourage Thompson à chercher une fusion du Parti Crédit social fédéral avec le Parti progressiste-conservateur. Les négociations échouent, mais en 1967, avec l'appui autant de Manning que du chef progressiste-conservateur Robert Stanfield, Thompson se présente à la prochaine élection fédérale en tant que candidat progressiste-conservateur. Dans la foulée, le député A. B. Patterson assume la fonction de chef par intérim. Un autre député quitte également le parti cette année-là : Bud Olson fait défection vers le Parti libéral.
Lors de l'élection de 1968, le Crédit social perd ses deux derniers députés en provenance du Canada anglais. Le parti ne parvient plus jamais à faire élire un député au Canada anglais, bien que Manning soit nommé au Sénat du Canada en 1970.
En 1971, le Ralliement créditiste et ce qui reste du Parti Crédit social se retrouvent pour former un unique parti national, dont le chef est Réal Caouette.

## Le déclin (1972-1980)
Lors de l'élection de 1972, le Parti Crédit social remporte 15 sièges — tous au Québec — et 7,6 % des voix à l'échelle nationale.

### Fin de l'ère Caouette
Durant la campagne électorale de 1974, la machine électorale du parti au Québec commence à tomber en morceaux. Caouette souffre d'un accident de motoneige, et son talent puissant d'orateur qui poussait le mouvement créditiste dans les élections précédentes était réduit au silence. Lorsqu'il est en mesure de parler, il concentre ses attaques sur le Parti progressiste-conservateur et sur le Nouveau Parti démocratique plutôt que sur les libéraux, le principal adversaire des créditistes au Québec. Deux semaines avant les élections, Réal Caouette informe le caucus du Crédit social qu'il démissionnerait à l'automne.
Les évènements du parti accueillent une foule de plus en plus petite et de plus en plus âgée. Les querelles internes s'accélèrent : certaines circonscriptions au Québec avaient deux candidats créditistes, tandis que d'autres — comme le bastion du parti dans Lévis — n'en ont aucun. L'aile provinciale du parti, le Ralliement créditiste du Québec, se scinde en deux, perdant dix de ses douze sièges à la suite de l'élection québécoise de 1973. Plusieurs députés créditistes ne font aucune mention de leur parti, leur chef où de leurs politiques dans leurs campagnes, préfèrent tenter leur réélection sur leurs propres mérites. De plus, l'appui du parti au Québec et miné par des rumeurs selon lesquels les députés du parti avaient conclu des accords avec les progressistes-conservateurs durant la convalescence de Caouette.
Le Parti Crédit social remporte 11 sièges, ce qui est considéré comme un franc succès compte tenu des divisions qui avaient miné leur campagne. De plus, ils conservent le statut de parti officiel à la Chambre des communes ; le règlement prévoit que les partis ayant au moins 12 sièges sont automatiquement reconnus, mais ne disent pas explicitement qu'un parti disposant de moins de 12 sièges ne doit pas être reconnu. Les créditistes ne parviennent pas à convaincre le député indépendant Leonard Jones de se joindre à leur parti pour la seule raison de s'assurer la reconnaissance officielle. Toutefois, malgré la presque totale incompatibilité idéologique, le Parti libéral demande au Président de la Chambre des communes de leur accorder le statut de parti officiel, ce qu'il fait.
Le parti provincial, par contre, continue d'être aux prises avec des problèmes après l'élection fédérale de 1974 ; l'ancien ministre libéral Yvon Dupuis prend la direction du parti, ce qui a pour résultat d'aliéner plusieurs membres du parti qui tiennent toujours aux théories du crédit social.

### Problèmes de succession
Le déclin du parti s'accélère après le décès de Caouette en 1976. Un député créditiste de 32 ans, André-Gilles Fortin, est élu chef du parti le 7 novembre 1976. Le Crédit social encaisse un coup dur lorsqu'il est tué dans un accident de voiture le 24 juin 1977, après seulement huit mois aux commandes du parti. Le fils de Réal, Gilles Caouette, est nommé chef intérimaire cinq jours après la mort de Fortin.
En 1978, les créditistes élisent Lorne Reznowiski au poste de chef dans une tentative de faire revivre le parti à l'extérieur du Québec. Reznowski, un anglophone manitobain, se présente lors d'une élection partielle le 16 octobre 1978 et obtient un bien piètre résultat : 1204 voix, seulement 2,67 % des 42 573 votes valides dans la circonscription de Saint-Boniface, ce qui le pousse à démissionner rapidement peu après. Il est remplacé par Charles-Arthur Gauthier.

### Direction de Fabien Roy
Le populaire député créditiste provincial Fabien Roy est recruté pour mener le Crédit social peu avant l'élection fédérale de 1979. Avec Roy en tête, le parti reçoit l'appui tacite du Parti québécois indépendantiste, qui forme alors le gouvernement au Québec. Le Crédit social tente de se rallier le vote séparatiste et nationaliste : les drapeaux canadiens sont absents au déclenchement de la campagne et le slogan du parti est : « C'est à notre tour », qui rappelle la populaire chanson Gens du pays. Le parti concentre sa plateforme sur le changement constitutionnel, promettant de se battre pour abolir le droit, jamais utilisé, du gouvernement fédéral de désavouer toute loi provinciale, et déclarant que « toute province a le droit de choisir sa propre destinée à l'intérieur du Canada. »
L'appui du Parti québécois ne fait pas que des heureux : par exemple, Gilles Caouette dénonce publiquement ce qu'il appelle des « péquistes déguisés en créditistes ». Le parti parvient à augmenter sa part des voix dans les régions péquistes, il perd beaucoup de voix dans les régions traditionnellement créditistes ; le résultat final est une chute de 11 à seulement six sièges et une part réduite du vote populaire comparé à l'élection de 1974.

### Gouvernement minoritaire de Joe Clark
À la suite de l'élection, le Parti progressiste-conservateur de Joe Clark forme un gouvernement minoritaire. Les créditistes ont assez de sièges pour donner aux conservateurs une majorité à la Chambre des communes si les deux partis avaient choisi de former un gouvernement de coalition où à travailler ensemble. Le premier ministre Clark, qui a déclaré qu'il gouvernerait comme s'il avait une majorité, refuse d'accorder au petit caucus créditiste la reconnaissance officielle du statut de parti, pour ne rien dire de former une coalition où de leur faire des concessions pour s'attirer leurs votes. Clark convainc un député créditiste, Richard Janelle de Lotbinière, de quitter le parti et se joindre au caucus du gouvernement. En décembre 1979, les cinq députés créditistes restants aux communes exigent des conservateurs qu'ils modifient leur budget pour allouer les revenus de la taxe controversée sur l'essence au Québec. Clark refuse et le caucus créditiste s'abstient de voter lors d'une motion de non-confiance, causant la chute du gouvernement.
L'abstention du Crédit social lors du vote important sur le budget (pendant que les libéraux et les néo-démocrates votent la chute du gouvernement) contribue à la perception grandissante que le parti était devenu inutile après la mort du chef Réal Caouette. L'élection de 1980, en plus de défaire le gouvernement Clark, anéantit les créditistes. Le vote populaire du Crédit social s'effondre et le parti perd tous ses députés à la Chambre des communes.
La mort du candidat créditiste dans la circonscription de Frontenac retarde l'élection dans cette circonscription jusqu'au 24 mars 1980. Fabien Roy tente de revenir à la Chambre des communes à la faveur de cette élection partielle, mais est défait par le candidat libéral par une marge de 4000 voix. Roy démissionne de la chefferie du parti le 1er novembre 1980. Le parti ne parviendra jamais plus à remporter de siège à la Chambre des communes.

## Dénouement (1980-1993)
Après la démission de Fabien Roy, le parti choisit Martin Hattersley en 1981 comme chef intérimaire du parti. Hattersley est un avocat d'Edmonton, et un ancien officier dans l'armée britannique. Le 4 mai 1981, le parti nomme Martin Caya aux élections partielles dans la circonscription de Lévis. Il arrive en 6e position avec seulement 1,1 % des votes.
Le 17 août, aux élections partielles dans la circonscription de Québec, le Crédit social nomme Carl O'Maley, le président du parti candidat dans la circonscription. Il ne reçoit que 0,2 % des votes.
Hattersley démissionne du parti en 1983 parce que des membres albertains du parti sont accusés d'antisémitisme. En juin 1983, c'est l'évangéliste Ken Sweigard qui est élu chef du parti par 9 voix contre 5 pour Richard Lawrence. Un membre québécois du parti, Adrien Lambert ne réussit qu'à avoir 2 votes. Quand les votes ont commencé, 2 autres candidats étaient dans la course, John Turmel, d'Ottawa et Elmer Knutson, d'Edmonton.
John Turmel est suspendu de la course au leadership, et du parti. Il fonde peu de temps après, le Parti du crédit chrétien, qui devient plus tard le Parti abolitionniste du Canada. Elmer Knutson, quant à lui, quitte le parti pour fonder le Confédération of Region Party, un parti qui défend le souverainisme des provinces de l'ouest.
En 1984, aux élections fédérales, le parti présente 52 candidats, et ne réussit à obtenir que 0,13 % du vote à l'échelle nationale.
Sweigard démissionne de son poste de chef du parti en 1986. L'évangéliste ontarien Harvey Lainson est élu à 68 voix contre 35 voix pour Jim Keegstra. Harvey Lainson n'est affilié à aucun groupe antisémite.
En 1987, le parti nomme Andrew Varaday candidat aux élections partielles de Hamilton Mountain. Il reçoit 0,4 % des voix.
Aux élections fédérales de 1988, le parti nomme seulement 9 candidats. 6 au Québec, 2 en Ontario et 1 en Colombie-Britannique. La candidate créditiste en Colombie Britannique réussi à obtenir 1,3 % dans sa circonscription, un record dans le parti depuis 1980. À l'échelle nationale, le parti ne réussit à obtenir que 0,03 % des voix.
En 1990, le parti élit Jen Campbell comme chef du parti, et celui-ci renomme le parti "Parti du crédit social et de la liberté chrétienne", et quelque temps plus tard, le Parti de la liberté chrétienne.
Quelque temps plus tard, le parti nomme 2 candidats aux élections partielles, et n'obtient que 96 votes dans les 2 circonscriptions additionnées. C'est la dernière fois que le parti a présenté des candidats.
En 1993, Élections Canada met une nouvelle règle pour que le parti survive. Il lui faut un minimum de 40 candidats pour que le parti puisse participer aux élections. Le parti n'en présente que 8. Le parti est dissous et les 8 candidats sont devenus indépendants.[réf. nécessaire]
Aujourd'hui, le parti existe encore, mais ne participe plus aux élections. Il existe maintenant sous le nom de Parti du crédit social du Canada.

## Résultats électoraux

### Élections fédérales
(Les résultats n'incluent pas l'Union des électeurs, les candidats indépendants du crédit social, ou le Ralliement des créditistes.)
| Élection | Chef du parti  | Candidats | Sièges   | +/– | Votes   | %       |
| -------- | -------------- | --------- | -------- | --- | ------- | ------- |
| 1935     | J.H. Blackmore | 46        | 17 / 245 |     | 180 679 | 4,10 %  |
| 1940     | J.H. Blackmore | 9         | 7 / 245  | 10  | 46 271  | 1,00 %  |
| 1945     | Solon Low      | 93        | 13 / 245 | 6   | 212 220 | 4,05 %  |
| 1949     | Solon Low      | 28        | 10 / 262 | 3   | 135 217 | 2,31 %  |
| 1953     | Solon Low      | 72        | 15 / 265 | 5   | 305 551 | 5,42 %  |
| 1957     | Solon Low      | 114       | 19 / 265 | 4   | 434 312 | 6,57 %  |
| 1958     | Solon Low      | 82        | 0 / 265  | 19  | 188 356 | 2,58 %  |
| 1962     | R.N. Thompson  | 226       | 30 / 265 | 30  | 893 479 | 11,60 % |
| 1963     | R.N. Thompson  | 224       | 24 / 265 | 1   | 940 703 | 11,92 % |
| 1965     | R.N. Thompson  | 86        | 5 / 265  | 19  | 282 454 | 3,66 %  |
| 1968     | R.N. Thompson  | 32        | 0 / 264  | 5   | 68 742  | 0,85 %  |
| 1972     | Réal Caouette  | 164       | 15 / 264 | 15  | 730 759 | 7,55 %  |
| 1974     | Réal Caouette  | 152       | 11 / 264 | 4   | 481 231 | 5,06 %  |
| 1979     | Fabien Roy     | 103       | 6 / 282  | 5   | 527604  | 4,61 %  |
| 1980     | Fabien Roy     | 81        | 0 / 282  | 6   | 185 486 | 1,70 %  |
| 1984     | Ken Sweigard   | 51        | 0 / 282  | 0   | 16 659  | 0,13 %  |
| 1988     | Harvey Lainson | 9         | 0 / 295  | 0   | 3407    | 0,03 %  |